# Xiaomi Mi 9
El Xiaomi Mi 9 es un teléfono insignia desarrollado por Xiaomi Inc. Fue anunciado en febrero de 2019 y lanzado el marzo del mismo año. Su eslogan es: "calidad y precio".

## Especificaciones

### Hardware
El Xiaomi Mi 9 cuenta con el procesador Qualcomm Snapdragon 855, con 6 GB o 8 GB de RAM LPDDRA4X y la GPU Adreno 640 GPU. Tiene una pantalla Samsung AMOLED full-screen de 6,39", con una resolución FHD+ 2340 x 1080. Las opciones de almacenamiento incluyen 64 GB o 128 GB. El dispositivo tiene un sensor de huellas digital bajo la parte inferior de la pantalla. El Mi 9 incluye una triple cámara, con un sensor ultra gran angular de 48 MP, un sensor ultra gran angular de 16 MP y un sensor telefoto de 12 MP. La cámara frontal tiene un sensor de 20 MP  con una apertura f/2.0. Su batería de 3300 mAh con conector USB-C que es reversible que permite Carga Rápida 4.0+.
Por fuera exhibe una muesca más pequeña y nuevos colores con efecto degradado, con Gorilla Glass 6 en el frontal, Gorila Glass 5 en la parte trasera y un marco de aluminio. No presáenta un conector de audio analógico de 3,5mm pero sí viene con un adaptador USB-C de la misma función.  
La variante 'Explorer' tiene opciones de RAM y almacenamiento superiores. 
La parte trasera transparente, tiene una lente de 7P con una apertura f/1,5 en el sensor principal, solo en los modelos con 12GB de RAM

### Software
Usa Android 9.0 con la capa de personalización MIUI 10 pero se puede actualizar a Android 10 y MIUI 11.